# Chapeau de marc

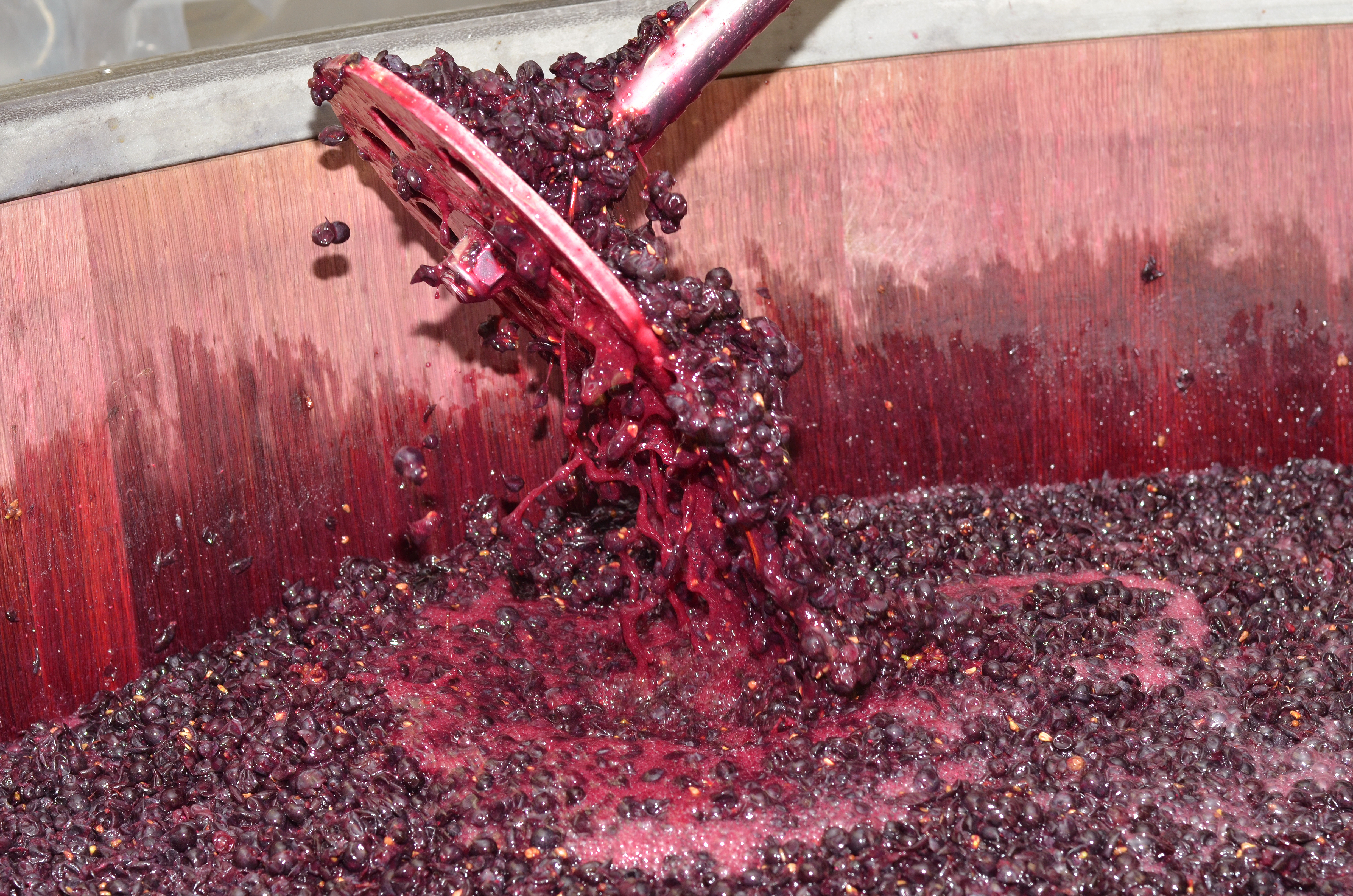
Fragmentation du chapeau de marc d'une vendange rouge

Le chapeau de marc (dit marc de cuve ou marc de vin) est un terme de vinification désignant les particules de marc de raisin formant un « chapeau » à la surface du moût lors de sa fermentation alcoolique. Ce « chapeau » se forme sous l'effet du dégagement de gaz carbonique produit par cette dernière durant la cuvaison.
Les composés phénoliques et les arômes présents dans le chapeau de marc contribuent à la vinification en rouge et en rosé de saignée. Pour assurer une bonne diffusion de ces composés dans le moût fermentant et empêcher une piqûre acétique, le chapeau de marc est plongé dans ce dernier par pigeage et réhydraté par remontage de la partie liquide du moût. Le délestage consiste à soutirer cette dernière et à la transvaser dans une seconde cuve d'où elle est renvoyée sur le chapeau de marc qui s'est compacté. Le moût est ensuite drainé au fond de la cuve pour assurer une bonne macération. La macération à chaud du marc de cuve, en le dissociant transitoirement du reste de la cuvée, permet d'améliorer cette dernière.
Le marc dit de vin ou de cuve ayant constitué le chapeau de marc est recueilli après la vinification. Il est distillé en eau-de-vie de marc ou valorisé comme condiment (dans la moutarde violette de Brive notamment). 

## Sources
1. ↑  Dico du Vin, « Définition d'Immergé (Chapeau) », sur dico-du-vin.com
2. ↑  Le Point, « Les Mots du Vin », sur lepoint.fr